# Алека Хаммонд
Алека Гаммонд (гренл. Aleqa Hammond; нар. 23 вересня 1965, Нарсак, Гренландія) — гренландська політик, лідерка партії Вперед (з 2009 р.), перша жінка-прем'єр-міністр Гренландії (2013—2014 рр.).

## Біографія
Народилася 23 вересня 1965 року в місті Нарсак, виросла в Уумманнак Її батько Піїтаарак Йогансен загинув на полюванні, провалившись під лід, коли Алека було 7 років Навчалася в Нунавутському арктичному коледжі у 1989—1991 роках і в Гренландському університеті (Нуук) у 1991—1993 роках.
З 1993 по 2005 роки працювала в туристичній індустрії Гренландії на різних посадах.
Вперше була обрана в Парламент Гренландії в листопаді 2005 року і була призначена міністеркою сім'ї та юстиції Гренландії. У 2007 році стала міністеркою фінансів та закордонних справ Гренландії, 2008 році вийшла у відставку на знак протесту проти бюджетного дефіциту уряду.
Після поразки партії Вперед на виборах 2009 року замінила Ганса Еноксена на чолі партії. У березні 2013 року її партія перемогла на виборах, отримавши 14 з 31 місця парламенту, і Алека Гаммонд стала першою жінкою прем'єр-міністром Гренландії.

## Родина
Гаммонд одружена з Георгом Нієгаардом, подружжя має прийомного сина.